# Claude Meisch
Claude Meisch   (Pétange, 27 de novembre de 1971) és un polític i economista luxemburguès.
Nascut a Pétange, al sud-oest del país, Meisch assistir Lycée Technique Mathias Adam, abans d'estudiar a la Universitat de Trier, a Alemanya, on es graduà en matemàtiques i econòmiques el 1998. Després de graduar-se, des del 1999 fins a 2013, va treballar per al privat Banc de Luxemburg. Entre 2005 i 2013 va ser president del sindicat intercomunal del Hospital Princesa Marie-Astrid en Niederkorn i membre de la junta de l'Hospital Mayrisch Émile Complex a partir de 2008.
Pel que fa a la seva activitat en la política, Meish va començar, sent membre del Partit Democràtic luxemburguès des de 1994; va ser vicepresident de la Joventut Demòcrata i Liberal, ala juvenil de la DP, des de 1995 fins a 2000. i va esdevenir-ne el president del Partit Democràtic luxemburgués des de 2004 fins a 2013. En l'àmbit local, va esdevenir regidor de Differdange des de 2000 a 2002 i es convertí en l'alcalde d'aquesta població des de 2002 fins a 2013, abans de convertir-se en ministre. Després de la celebració de les Eleccions legislatives luxemburgueses de 1999, accedeix a la Cambra de Diputats de Luxemburg, per primera vegada. És reelegit a les eleccions de 2004, les de 2009 i les de 2013. Després de les eleccions luxemburgueses del 20 d'octubre de 2013, Meisch és nomenat Ministre d'Educació en el govern de Xavier Bettel.